# Vivek (actor)
Vivekanandan (19 de noviembre de 1961 - 17 de abril de 2021), conocido profesionalmente como Vivek, fue un actor, comediante, personalidad de televisión, cantante de playback y activista social indio que trabajó en la industria cinematográfica tamil. Introducido en el cine por el director K. Balachander, ganó tres premios Filmfare al mejor comediante por sus actuaciones en las películas Run (2002), Saamy (2003) y Perazhagan (2004), así como cinco premios del Estado de Tamil Nadu al mejor comediante por Unnaruge Naan Irundhal (1999), Run (2002), Parthiban Kanavu (2003), Anniyan (2005) y Sivaji (2007). Su estilo de comedia se caracterizaba por frases ingeniosas y juegos de palabras que abordaban la sátira social y política, siendo comparado con N. S. Krishnan y apodado Chinna Kalaivanar. Falleció el 17 de abril de 2021 a los 59 años debido a una insuficiencia cardíaca.
En 2009, el Gobierno de India le otorgó a Vivek el premio Padma Shri por su contribución a las artes. La Universidad de Sathyabama le concedió un doctorado honoris causa por su contribución a la sociedad a través del cine. Como personalidad de la televisión, Vivek organizó una serie de eventos y entrevistó a varias figuras de los medios, incluyendo a Abdul Kalam. Inspirado por el ambientalismo de Kalam, fundó la iniciativa Green Kalam en 2010 con el objetivo de plantar mil millones de árboles en Tamil Nadu.

## Biografía

### Nacimiento
Vivek nació en el pueblo de Perunkottur, cerca de Sankarankoil, Tamil Nadu, India, el 19 de noviembre de 1961. Vivek se graduó de American College en Madurai.

### Inicios de la carrera (1987-1997)
Mientras trabajaba en la Secretaría en Chennai, Vivek participó en el Madras Humor Club en su tiempo libre, donde la gente realizaba monólogos cómicos. Fue uno de los pioneros en la expansión del movimiento, recibiendo posteriormente el premio al Mejor Artista de forma continua, durante sus pantomimas en el club. Vivek dejó Chennai para obtener una licenciatura en comercio de Madurai, durante las vacaciones semestrales, regresaba y actuaba en el club. P. R. Govindarajan, fundador de Humor Club, le presentó al director de cine K. Balachander e inició una relación profesional como guionista de las películas del director. Vivek reveló que después de cuatro años, Balachandar le presentó una idea y le pidió que escribiera un guion para dieciséis personajes, que Vivek completó de la noche a la mañana. Más tarde comprendió que esto era en realidad una prueba y, a través de su actuación, Balachandar se acercó más a Vivek. Mientras ayudaba con el guion de Manathil Uruthi Vendum en 1987, Balachandar le ofreció a Vivek un papel actoral como el hermano de Suhasini Mani Ratnam en la película. Comenzó su carrera interpretando papeles secundarios y volvió a colaborar con Balachandar en Pudhu Pudhu Arthangal (1989) y Oru Veedu Iru Vasal (1990), antes de aparecer a menudo en el elenco principal como amigo del actor principal de la película en películas como Putham Pudhu Payanam (1991) de K. S. Ravikumar y Naan Pesa Ninaipathellam (1993) de Vikraman. También hizo apariciones en Uzhaippali y Veera de Rajinikanth, interpretando papeles secundarios en el elenco. Vivek tuvo que esperar hasta 1996 para establecerse como el único comediante que podía ayudar a llevar la película y a partir de entonces, comenzó a aparecer en papeles cada vez más destacados en sus empresas.

### Avance y éxito (1998-2007)
A fines de la década de 1990, Vivek logró un gran avance al aparecer como el comediante principal en películas, quien a menudo sería el principal amigo del actor principal y, por lo tanto, su tiempo en pantalla comenzó a aumentar. Trabajó consecutivamente en exitosas películas protagonizadas por Ajith Kumar, apareciendo como compañero en Kaadhal Mannan, Unnai Thedi y Vaali y tuvo un éxito similar actuando repetidamente junto a Prashanth en Kannedhirey Thondrinal, Poomagal Oorvalam y Aasaiyil Oru Kaditham. Posteriormente se convirtió en uno de los actores más ocupados en 2000 y 2001, apareciendo en más de cincuenta películas durante esos años. Las películas Kushi, Priyamanavale y Minnale se convirtieron en éxitos de taquilla, mientras que en sus papeles en Alaipayuthey, Mugavaree y Dumm Dumm Dumm de Mani Ratnam recibió elogios de la crítica. El creciente éxito de las películas de Vivek significó que apareciera en carteles de películas en una escala equivalente a la del actor principal y, por lo tanto, ayudó a que las películas atascadas encontraran distribuidores. Las películas en telugu se doblaron al tamil y se lanzaron con una pista de comedia adicional con el actor como Kanden Seethaiyai, mientras que las películas devocionales Kottai Mariamman, Palayathu Amman y Nageswari se lanzaron con una pista de comedia separada con Vivek. En 2000, el director K. Subash había planeado una película protagonizada por Vivek en el papel principal titulada Enakkenna Korachal?, sin embargo, la película nunca se materializó. De manera similar, en 2001, comenzó la producción de una película titulada Panju de Rama Narayanan en la que aparecía como protagonista, pero la empresa también se archivó, al igual que otra película dirigida por Sivachandran.
Vivek trabajó en empresas más comercialmente exitosas en 2002 y 2003, recibiendo premios consecutivos Filmfare Best Comedian Awards y Tamil Nadu State Film Award al Mejor Comediante por su trabajo. Su pista de comedia en Run le valió múltiples elogios, y un crítico agregó que los "guiños a los eventos sociales actuales de Vivek mostraron un golpe de brillantez". Interpretó papeles de comedia extendidos en Dhool de Vikram y Lesa Lesa de Priyadarshan, mientras ganó más elogios por su interpretación de un maestro en Saamy y un ingeniero de software en Parthiban Kanavu. Luego desempeñó un papel marginalmente más serio en el cuento Boys sobre la mayoría de edad de S. Shankar, que interpreta a un mentor del grupo de jóvenes, y su actuación fue bien recibida. Los críticos señalaron que "Vivek, para variar, sigue el guión de Shankar y cumple con su impecable sentido de la sincronización cómica", mientras que el crítico de The Hindu dijo que "el programa pertenece a Vivek, él es el portavoz del director". El éxito continuó en 2004, donde retuvo el Filmfare Award al Mejor Comediante por su papel de ensamblador de matrimonios en Perazhagan, mientras que sus papeles en Chellamae y M. Kumaran Son of Mahalakshmi ayudaron a contribuir al éxito comercial de las películas. respectivamente. Su creciente perfil como actor significó que se convirtió en el primer comediante en convertirse en embajador del refresco, asegurando el acuerdo de patrocinio con Mirinda después de que la marca realizó estudios de mercado para encontrar un promotor popular. También hizo una excepción especial al aparecer en algunas películas artísticas y, a menudo, cobraba una remuneración significativamente menor por las empresas, en particular interpretando papeles de personajes en Kutty (2001) de Janaki Vishwanathan y Azhagi (2002) de Thangar Bachan. En la película posterior, el director le había pedido a Vivek que escribiera y apareciera en un papel él mismo, para usar su fama para ayudar a que la película encontrara un distribuidor para su estreno.
Una película que presentaría a Vivek en el papel principal finalmente se materializó a principios de 2004 y completó un proyecto titulado Solli Addipean dirigido por el recién llegado Ramki. El equipo trabajó en la producción de la película durante casi un año y se aseguró de que el público pudiera aceptar la transformación del comediante en un papel principal, con las actrices Chaya Singh y Tejashree como las heroínas de la película. A pesar de su finalización, la película ha estado estancada desde 2004 y, como resultado de la imposibilidad de encontrar un distribuidor, es poco probable que la película se estrene en cines. Otra película propuesta donde interpretaría el papel principal, Super Subbu de V. C. Guhunathan, tampoco logró desarrollarse tras el anuncio. A mediados de 2004, sufrió una lesión durante la producción de una película y se tomó un descanso de las asignaciones de actuación durante un período de seis meses.
Vivek regresó interpretando un papel secundario en Anniyan (2005), de Shankar, cuya actuación, como un oficial de policía encubierto en busca de pistas dejadas por un psicópata asesino, fue bien recibida. La película se abrió al éxito comercial y de crítica, con reseñas como que "la comedia de Vivek es rentable", posteriormente el actor ganó el State Award al mejor comediante por este trabajo. Continuó su regreso con apariciones en Aathi de Vijay, Paramasivan de Ajith Kumar y Silambarasan de Saravana, todos los cuales se estrenaron el mismo día en enero de 2006. Después de ganar elogios por su actuación como un detective encubierto cómico en Thiruttu Payale de Susi Ganesan, Shankar se acercó a él para presentar un papel destacado en su aventura Sivaji (2007), protagonizada por Rajinikanth, que se convertiría en la película tamil más cara realizada en el momento del estreno. Vivek asignó noventa días para la película, significativamente más que cualquiera de sus películas anteriores, y su actuación como el compañero de Rajinikanth, Arivu, le valió otro premio estatal al Mejor Comediante. Obtuvo críticas positivas de los críticos por su actuación, y los críticos señalaron que sus "frases ingeniosas son realmente extravagantes e hilarantes" y que "Vivek debe recibir una mención especial por su actuación".

### Trabajo posterior (2008-2021)
A fines de la década de 2000, el alcance de mercado de Vivek comenzó a flaquear como resultado de los cambios en el guion del cine tamil, en el que menos películas adoptaron una pista de comedia separada. Además, la falta de películas de gran presupuesto firmadas por el actor y la irrupción de Santhanam, llevaron a Vivek a su punto más bajo en 2012, donde solo tuvo un estreno. Su aclamado trabajo durante el período involucró una interpretación de un don en Padikathavan (2009), una aparición como drag en Guru En Aalu (2009) y como oficial de policía en la serie Singam (2010). Resurgiendo después de un año sabático, Vivek anunció sus planes de alejarse de sus papeles habituales de comedia después de ser aconsejado por el director Bala y Kamal Haasan y firmó para una película titulada Naan Than Bala (2014), en la que interpretó un papel serio. Simultáneamente, comenzó a trabajar en otra película como actor principal en Palakkattu Madhavan (2015) junto a Sonia Agarwal, mientras aparecía en otro papel principal paralelo con Karunas en la inédita Machan de Sakthi Chidambaram. Después de su regreso, Vivek colaboró con cineastas para aparecer nuevamente en películas de mayor presupuesto y trabajó en Velaiyilla Pattathari (2014) de Velraj, Yennai Arindhaal (2015) de Gautham Vasudev Menon, Vai Raja Vai (2015) de Aishwarya Dhanush.
Vivek se interpretó a sí mismo en la película de comedia dramática Brindavanam (2017) de Radha Mohan, que exploró su amistad con un fanático sordo y mudo. La película y Vivek obtuvieron elogios de la crítica, y un crítico señaló que el actor está en "buena forma" y "roba por completo el centro de atención". En 2019, apareció como un policía retirado que se dirige a vivir a Seattle en la película de suspenso Vellai Pookkal y ganó críticas positivas por su interpretación de un personaje serio. Un crítico señaló que "a pesar de parecer un poco incómodo en ciertas escenas, el actor lo logra gracias a su persistencia", mientras que otro crítico afirmó que Vivek interpreta su papel de una "manera creíble y convincente". Su siguiente lanzamiento fue Dharala Prabhu, protagonizada por Harish Kalyan, y Aranmanai 3 en 2020 y 2021 respectivamente. The Legend, estrenada en 2022 tras su muerte, fue su última película. A lo largo de su carrera, había actuado en más de 220 películas.

## Vida personal
Vivek se casó con Arulselvi, con quien tuvo tres hijos: Amritha Nandini, Tejaswini y Prasanna Kumar. Prasanna Kumar murió en 2015, a los 13 años, debido a complicaciones derivadas del dengue y la fiebre cerebral. Su amigo Cell Murugan era su coprotagonista frecuente.

## Muerte y funeral de Estado
El 16 de abril de 2021, Vivek experimentó dificultad para respirar y dolor en el pecho y fue ingresado en un hospital SIMS en Chennai después de perder el conocimiento en su casa. Los médicos consideraron su estado crítico y descubrieron que tenía una trombosis con bloqueo del 100% en la arteria descendente anterior izquierda, lo que le provocó una insuficiencia cardíaca congestiva. Después de una angioplastia, murió en el hospital el 17 de abril de 2021 a la edad de 59 años. Se le dio un funeral de estado en medio de grandes multitudes cerca de su residencia en Virugambakkam, Chennai. Un día antes del ataque, Vivek recibió Covaxin de Bharat Biotech hizo campaña para la vacunación contra el COVID-19. Esto llevó a especular que su muerte podría estar relacionada con la vacuna, sin embargo, la Comisión Nacional de los Derechos Humanos de India descartó cualquier vínculo entre la vacuna y su ataque al corazón, y en cambio lo relaciono con la hipertensión. El funeral de Vivek tuvo lugar en Chennai con todos los honores del estado.

## Activismo social

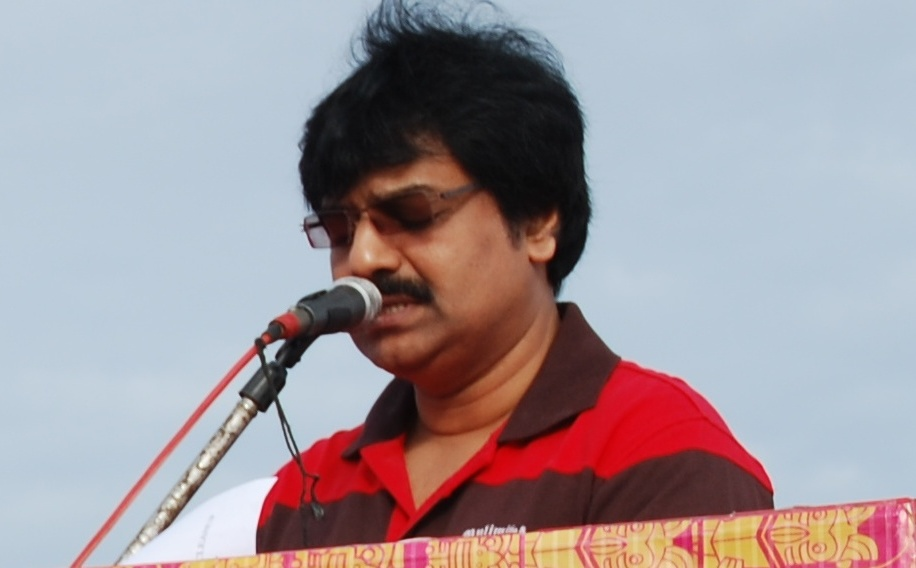
Vivek en el International Coastal Clean Up, 2011

### Green Kalam
En 2010, Vivek lanzó Green Kalam, un proyecto para plantar árboles en India inspirado por el expresidente de India Abdul Kalam. A través de Twitter, movilizó a voluntarios, particularmente de escuelas y universidades, para unirse a la iniciativa. Kalam insistió en que el proyecto no debería llevar su nombre, después de lo cual Vivek cambió brevemente su nombre a Green Globe. A su muerte, se habían plantado más de 3.300.000 árboles jóvenes.

### Otras iniciativas
Vivek, junto con los actores Suriya, Jyothika y Karthi, fueron designados embajadores de la campaña Plastic Pollution Free Tamil Nadu por el gobierno del estado bajo el liderazgo del Ministro Principal Edappadi K. Palaniswami en 2018.

## Respaldo de marca
Fue embajador de la marca de refrescos Mirinda en 2003 y Nathella Jewellery en 2011.

## Premios y honores
| Evento                                      | Año  | Categoría/Premio                                       | Película                                               | Resultado                                              | Ref.   |
| ------------------------------------------- | ---- | ------------------------------------------------------ | ------------------------------------------------------ | ------------------------------------------------------ | ------ |
| Universidad de Sathyabama                   | 2015 | Doctorado honorario                                    | Doctorado honorario                                    | Doctorado honorario                                    | [ 55 ] |
| Honor civil                                 | 2009 | Padma Shri por sus contribuciones al cine indio        | Padma Shri por sus contribuciones al cine indio        | Padma Shri por sus contribuciones al cine indio        | [ 1 ]  |
| Premio Honorífico del Tamil Nadu State Film | 2006 | Premio Kalaivanar por sus contribuciones al cine tamil | Premio Kalaivanar por sus contribuciones al cine tamil | Premio Kalaivanar por sus contribuciones al cine tamil | [ 56 ] |
| Filmfare Awards South                       | 2002 | Mejor Comediante - Tamil                               | Run                                                    | Ganador                                                | [ 56 ] |
| Filmfare Awards South                       | 2003 | Mejor Comediante - Tamil                               | Saamy                                                  | Ganador                                                | [ 56 ] |
| Filmfare Awards South                       | 2004 | Mejor Comediante - Tamil                               | Perazhagan                                             | Ganador                                                | [ 56 ] |
| Tamil Nadu State Film Awards                | 1999 | Mejor Comediante                                       | Unnaruge Naan Irundhal                                 | Ganador                                                | [ 57 ] |
| Tamil Nadu State Film Awards                | 2002 | Mejor Comediante                                       | Run                                                    | Ganador                                                | [ 57 ] |
| Tamil Nadu State Film Awards                | 2003 | Mejor Comediante                                       | Parthiban Kanavu                                       | Ganador                                                | [ 57 ] |
| Tamil Nadu State Film Awards                | 2005 | Mejor Comediante                                       | Anniyan                                                | Ganador                                                | [ 57 ] |
| Tamil Nadu State Film Awards                | 2007 | Mejor Comediante                                       | Sivaji: The Boss                                       | Ganador                                                | [ 57 ] |
| International Tamil Film Award              | 2003 | Mejor Comediante                                       | Run                                                    | Ganador                                                | [ 58 ] |
| International Tamil Film Award              | 2004 | Mejor Comediante                                       | Saamy                                                  | Ganador                                                | [ 59 ] |
| International Tamil Film Award              | 2008 | Mejor Comediante                                       | Kuruvi                                                 | Ganador                                                | [ 60 ] |
| International Tamil Film Award              | 2011 | Mejor Comediante                                       | Vedi                                                   | Ganador                                                | [ 60 ] |
| Asianet Film Awards                         | 2009 | Premio Especial del Jurado de Honor                    | Premio Especial del Jurado de Honor                    | Premio Especial del Jurado de Honor                    | [ 61 ] |
| Asianet Film Awards                         | 2009 | Mejor Comediante                                       | Varias películas                                       | Nominado                                               | [ 61 ] |
| Edison Awards                               | 2007 | Mejor Comediante                                       | Guru En Aalu                                           | Nominado                                               | [ 57 ] |
| South Indian International Movie Awards     | 2021 | Mejor Comediante - Tamil                               | Dharala Prabhu                                         | Nominado                                               | [ 57 ] |